# Mina Fürst Holtmann
Mina Fürst Holtmann (17 luglio 1995) è una sciatrice alpina norvegese.

## Biografia
La Holtmann ha esordito in una gara valida ai fini del punteggio FIS il 19 novembre 2010 a Geilo, classificandosi 45ª in slalom gigante. Il 6 dicembre 2011 ha debuttato in Coppa Europa, a Zinal in slalom speciale, non riuscendo a concludere la seconda manche. Nella stagione 2013-2014 ha partecipato ai Mondiali juniores di Jasná (8ª nella discesa libera il miglior piazzamento).
Ha esordito in Coppa del Mondo il 24 gennaio 2015, senza completare la discesa libera di Sankt Moritz; il giorno dopo, nella medesima località, ha ottenuto i primi punti nel circuito, grazie al 29º posto in supergigante. Il 17 febbraio dello stesso anno ha ottenuto il suo primo podio in Coppa Europa classificandosi 3ª nel supergigante di Davos vinto dalla svizzera Jasmine Flury; in seguito ha conquistato la medaglia d'oro nella discesa libera, quella d'argento nel supergigante e quella di bronzo nella supercombinata ai Mondiali juniores di Hafjell (in Norvegia).
Ai Mondiali di Åre 2019, suo esordio iridato, non ha completato lo slalom speciale; il 17 dicembre dello stesso anno ha colto a Courchevel in slalom gigante il primo podio in Coppa del Mondo (2ª) e il 23 febbraio 2020 la prima vittoria in Coppa Europa, a Folgaria nella medesima specialità. Ai Mondiali di Cortina d'Ampezzo 2021 si è classificata 22ª nello slalom gigante e non ha completato lo slalom speciale e ai XXIV Giochi olimpici invernali di Pechino 2022, suo esordio olimpico, ha vinto la medaglia di bronzo nella gara a squadre (partecipando come riserva) e non ha completato né lo slalom gigante né lo slalom speciale. Ai Mondiali di Courchevel/Méribel 2023 si è piazzata 6ª nello slalom gigante e 4ª nello slalom speciale e a quelli di Saalbach-Hinterglemm 2025 è stata 17ª nello slalom gigante e non ha completato lo slalom speciale.

## Palmarès

### Olimpiadi
- 1 medaglia:
  - 1 bronzo (gara a squadre a Pechino 2022)

### Mondiali juniores
- 3 medaglie:
  - 1 oro (discesa libera a Hafjell 2015)
  - 1 argento (supergigante a Hafjell 2015)
  - 1 bronzo (combinata a Hafjell 2015)

### Coppa del Mondo
- Miglior piazzamento in classifica generale: 20ª nel 2020
- 3 podi (1 in slalom gigante, 2 in slalom speciale):
  - 3 secondi posti

#### Coppa del Mondo - gare a squadre
- 1 podio:
  - 1 secondo posto

### Coppa Europa
- Miglior piazzamento in classifica generale: 15ª nel 2015
- 6 podi:
  - 3 vittorie
  - 1 secondo posto
  - 2 terzi posti

#### Coppa Europa - vittorie
| Data             | Località | Paese  | Specialità |
| ---------------- | -------- | ------ | ---------- |
| 23 febbraio 2020 | Folgaria | Italia | GS         |
| 24 febbraio 2020 | Folgaria | Italia | GS         |
| 20 dicembre 2020 | Andalo   | Italia | GS         |

Legenda:

GS = slalom gigante

### South American Cup
- Miglior piazzamento in classifica generale: 30ª nel 2019
- 1 podio:
  - 1 secondo posto

### Australia New Zealand Cup
- Miglior piazzamento in classifica generale: 3ª nel 2016
- 5 podi:
  - 3 vittorie
  - 1 secondo posto
  - 1 terzo posto

#### Australia New Zealand Cup - vittorie
| Data             | Località     | Paese         | Specialità |
| ---------------- | ------------ | ------------- | ---------- |
| 30 agosto 2015   | Coronet Peak | Nuova Zelanda | GS         |
| 1 settembre 2015 | Coronet Peak | Nuova Zelanda | SL         |
| 28 agosto 2017   | Coronet Peak | Nuova Zelanda | GS         |

Legenda:

GS = slalom gigante

SL = slalom speciale

### Campionati norvegesi
- 11 medaglie[1]:
  - 7 ori (supergigante nel 2014; discesa libera, supergigante nel 2015; slalom gigante, slalom speciale nel 2022; slalom gigante, slalom speciale nel 2025)
  - 3 argenti (supergigante nel 2013; discesa libera nel 2014; combinata nel 2015)
  - 1 bronzo (slalom speciale nel 2019)

### Campionati norvegesi juniores
- 2 ori (supergigante, slalom speciale nel 2013)[senza fonte]